# 謝爾比特設鎮區
謝爾比特設鎮區（英語：Shelby Charter Township）是位於美國密歇根州馬科姆縣的一個特設鎮區。

## 地方資料
謝爾比特設鎮區的面積為91.00平方千米，當中陸地面積為89.00平方千米，而水域面積為2.00平方千米。根據2020年美國人口普查的數據，當地共有人口79408人，而人口密度為每平方千米872.62人。